# Episodi di Lux Video Theatre (seconda stagione)
La seconda stagione della serie televisiva Lux Video Theatre è andata in onda negli Stati Uniti dal 27 agosto 1951 al 25 agosto 1952 sulla CBS.
| nº | Titolo originale               | Prima TV USA      |
| -- | ------------------------------ | ----------------- |
| 1  | The Pacing Goose               | 27 agosto 1951    |
| 2  | Forever Walking Free           | 3 settembre 1951  |
| 3  | It's a Promise                 | 10 settembre 1951 |
| 4  | A Family Affair                | 17 settembre 1951 |
| 5  | A Matter of Life               | 24 settembre 1951 |
| 6  | Grandma Was an Actress         | 1º ottobre 1951   |
| 7  | Route 19                       | 8 ottobre 1951    |
| 8  | Cafe Ami                       | 15 ottobre 1951   |
| 9  | The Twinkle in Her Eye         | 22 ottobre 1951   |
| 10 | The Doctor's Wife              | 29 ottobre 1951   |
| 11 | Confession                     | 5 novembre 1951   |
| 12 | No Will of His Own             | 12 novembre 1951  |
| 13 | Stolen Years                   | 19 novembre 1951  |
| 14 | Dames are Poison               | 26 novembre 1951  |
| 15 | Tin Badge                      | 3 dicembre 1951   |
| 16 | Second Sight                   | 10 dicembre 1951  |
| 17 | The Blues Street               | 17 dicembre 1951  |
| 18 | A Child is Born                | 24 dicembre 1951  |
| 19 | The Jest of Hahalaba           | 31 dicembre 1951  |
| 20 | Mr. Finchley Versus the Bomb   | 7 gennaio 1952    |
| 21 | Ceylon Treasure                | 14 gennaio 1952   |
| 22 | The Sound of Waves Breaking    | 21 gennaio 1952   |
| 23 | For Goodness Sake              | 28 gennaio 1952   |
| 24 | Kelly                          | 4 febbraio 1952   |
| 25 | The Game of Chess              | 11 febbraio 1952  |
| 26 | Life, Liberty and Orrin Dudley | 18 febbraio 1952  |
| 27 | The Bargain                    | 25 febbraio 1952  |
| 28 | Night, Be Quiet                | 3 marzo 1952      |
| 29 | The Promotion                  | 10 aprile 1952    |
| 30 | The Foggy, Foggy Dew           | 17 marzo 1952     |
| 31 | Julie                          | 24 marzo 1952     |
| 32 | Taste                          | 31 marzo 1952     |
| 33 | Man at Bay                     | 7 aprile 1952     |
| 34 | Decision                       | 14 aprile 1952    |
| 35 | Operation Weekend              | 21 aprile 1952    |
| 36 | Salad Days                     | 28 aprile 1952    |
| 37 | Masquerade                     | 5 maggio 1952     |
| 38 | Marriage in the Beginning      | 12 maggio 1952    |
| 39 | Ferry Crisis at Friday Point   | 19 maggio 1952    |
| 40 | Pattern for Glory              | 26 maggio 1952    |
| 41 | Garneau '83                    | 2 giugno 1952     |
| 42 | The Lesson                     | 9 giugno 1952     |
| 43 | Gilia                          | 16 giugno 1952    |
| 44 | Welcome Home, Lefty            | 23 giugno 1952    |
| 45 | I Can't Remember               | 30 giugno 1952    |
| 46 | The Lady from Washington       | 7 luglio 1952     |
| 47 | Son Wanted                     | 14 luglio 1952    |
| 48 | The Brigadier                  | 21 luglio 1952    |
| 49 | Two Pale Horsemen              | 28 luglio 1952    |
| 50 | Two Make Four                  | 4 agosto 1952     |
| 51 | The Orchard                    | 11 agosto 1952    |
| 52 | You Be the Bad Guy             | 18 agosto 1952    |
| 53 | The Magnolia Touch             | 25 agosto 1952    |

## The Pacing Goose
- Prima televisiva: 27 agosto 1951
- Diretto da: Richard Goode
- Scritto da: Elinor Lenz

### Trama
- Guest star: Celeste Holm (Eliza), Thomas Coley (Jess), Parker Fennelly (Enoch), Eugene Steiner (Josh), Roland Wood (giudice Pomeroy), Tom McElhaney (Abel Stamp), Klock Ryder (Overby), Gage Clarke (Steve Morgan)

## Forever Walking Free
- Prima televisiva: 3 settembre 1951
- Diretto da: Fielder Cook
- Scritto da: John Whedon

### Trama
- Guest star: Wendell Corey (Buster), Nancy Marchand (Joan), Murray Matheson (Old Waiter), J. Pat O'Malley (London Bobby), Sybil Baker (ragazza), Robert Oswald Marshall (uomo)

## It's a Promise
- Prima televisiva: 10 settembre 1951
- Diretto da: Michelle Cousin

### Trama
- Guest star: Laraine Day (Lynn), John Shelton (Tom), Janet Alexander (Elly Barrett), Edward Gargan (poliziotto)

## A Family Affair
- Prima televisiva: 17 settembre 1951
- Diretto da: Fielder Cook

### Trama
- Guest star: Roland Young (Sumner), Isobel Elsom (Mrs. Scofield), Biff McGuire (Will), Francis Compton (Everett), Elizabeth Ross (Barbara), Marga Ann Deighton (Abby), Paul Andor (Head Waiter)

## A Matter of Life
- Prima televisiva: 24 settembre 1951
- Diretto da: Richard Goode
- Scritto da: Mac Shoub

### Trama
- Guest star: Edmond O'Brien (Protis), Elizabeth Johnson (Jeannie), Dickie Moore (Tony), Lee Dimond (Milkman)

## Grandma Was an Actress
- Prima televisiva: 1º ottobre 1951
- Diretto da: Fielder Cook
- Scritto da: James Truex

### Trama
- Guest star: Josephine Hull (nonna), Patricia Smith (Hester), Lawrence Fletcher (Henry), Amy Douglass (Daphne), Gage Clarke (Westcott), Nancy Malone (ragazza)

## Route 19
- Prima televisiva: 8 ottobre 1951
- Diretto da: Richard Goode
- Scritto da: Joseph Ruscoli

### Trama
- Guest star: Dennis O'Keefe (Second Man), Robert Stack (First Man), Vanessa Brown (ragazza), Norma Winters (donna)

## Cafe Ami
- Prima televisiva: 15 ottobre 1951
- Diretto da: Fielder Cook
- Scritto da: George Bellak

### Trama
- Guest star: Robert Preston (Jed Kennedy), Maria Riva (Hilda), Rod Steiger (Victor Honegger), Walter Matthau (Craig), Frances Fuller (Aunt), Susan Wayne (Girl Singer), Andrew Duggan (Thug), Larry Breitman (cameriere)

## The Twinkle in Her Eye
- Prima televisiva: 22 ottobre 1951
- Diretto da: Richard Goode
- Scritto da: Imelda Coleman, Bill Coleman

### Trama
- Guest star: Art Carney (Mike), Diana Lynn (Honor), Dick Foran (Matt), Leora Thatcher (Meg), J. Pat O'Malley (Griffin), Bob Gardette (pompiere #1), Peter Clune (pompiere #2), William MacDougall (pompiere #3)

## The Doctor's Wife
- Prima televisiva: 29 ottobre 1951
- Diretto da: Fielder Cook
- Scritto da: Manya Starr

### Trama
- Guest star: June Lockhart (Julie), George Roy Hill (Dan), Grace Valentine (Betty), Joseph Buloff (Pulaski), Luba Kadison (Mrs. Pulaski), Jean Sincere (Miss Sherman), Philippa Bevans (Mrs. Evans), Alexander Clark (dottor Edwards)

## Confession
- Prima televisiva: 5 novembre 1951
- Diretto da: Richard Goode
- Scritto da: Mac Shoub

### Trama
- Guest star: Thomas Mitchell (Baldwin), Russell Collins (Marlett), Dorothy Blackburn (Martha), Biff Elliot (John), Ellen Cobb Hill (Evie)

## No Will of His Own
- Prima televisiva: 12 novembre 1951
- Diretto da: Fielder Cook
- Scritto da: Jack Campbell

### Trama
- Guest star: Gene Lockhart (Leslie), Binnie Barnes (Beatrice), Rosalind Ivan (Mrs. Chamberlain), Melville Cooper (Watts), Halliwell Hobbes (Fitz James), John Stephan (Darlington), Guy Spaull (Granet), Anthony Kemble-Cooper (Foxhall)

## Stolen Years
- Prima televisiva: 19 novembre 1951
- Scritto da: Mac Shoub, Richard Goode

### Trama
- Guest star: Richard Greene (Hartford), Francis L. Sullivan (Yates), Lola Albright (Miriam), Jerome Cowan (Wright), Hurd Hatfield (Dobbins), Nils Asther (Norstad), Frederick Worlock (reverendo Stowell), Harold Yee (Chang)

## Dames are Poison
- Prima televisiva: 26 novembre 1951
- Diretto da: Fielder Cook
- Scritto da: John Whedon

### Trama
- Guest star: Nina Foch (Jessica), William Eythe (Peter), Alice Pearce (Nina), Henry Jones (Sanford), Peggy Cass (Betty), Kip McArdle (Cooper), Klock Ryder (Blake), Sy Travers (poliziotto)

## Tin Badge
- Prima televisiva: 3 dicembre 1951
- Diretto da: Richard Goode
- Scritto da: Mac Shoub

### Trama
- Guest star: Pat O'Brien (Joe Crandall), Bobby Driscoll (Billy Crandall), Muriel Kirkland (Ellen Crandall), Harold Stone (Mike Gannon), Anthony Rivers (gangster), James Sheridan (Young Cop)

## Second Sight
- Prima televisiva: 10 dicembre 1951
- Diretto da: Fielder Cook
- Scritto da: Melinda Palmer

### Trama
- Guest star: Celeste Holm (Margaret Best), Patric Knowles (Corey Hill), Neva Patterson (Claire Whitcomb), Don Shelton (dottore), Ann Meachan (infermiera)

## The Blues Street
- Prima televisiva: 17 dicembre 1951
- Diretto da: Richard Goode
- Scritto da: Anne Howard Bailey

### Trama
- Guest star: Veronica Lake (Lou), Roddy McDowall (Pete), Walter Woolf King (Cornelius), Harry Bellaver (Victor), Jack Warden (uomo), Anne Dere (Landlady), David Kerman (inserviente al bancone), John Kullens (cameriere)

## A Child is Born
- Prima televisiva: 24 dicembre 1951
- Diretto da: Fielder Cook
- Scritto da: Stephen Vincent Benet

### Trama
- Guest star: Fay Bainter (moglie di Innkeeper), Thomas Mitchell (locandiere), Rita Gam (Leah), Elizabeth Ross (Sarah), Robert Morgan (Dismas), Lawrence Ryle (prefetto), Lloyd Bochner (soldato), Ernest Graves (Joseph)

## The Jest of Hahalaba
- Prima televisiva: 31 dicembre 1951
- Diretto da: Richard Goode
- Soggetto di: Lord Dunsany

### Trama
- Guest star: Boris Karloff (Sir Arthur), Arnold Moss (Yannu), Sybil Baker (Miss Kerry), Robin Craven (Snaggs), Michael McAloney (portiere), Diane de Brett (assistente di Yannu), Evelyn Wall (Woman #1), Carrie Bridewell (Woman #2)

## Mr. Finchley Versus the Bomb
- Prima televisiva: 7 gennaio 1952
- Diretto da: Fielder Cook
- Scritto da: Rod Serling

### Trama
- Guest star: Henry Hull (Jason Finchley), Arlene Francis (Edie Sloan), Harry Townes (Hannify), Roland Winters (generale Millett), Robert F. Simon (Peterson), Gage Clarke (Hoffman)

## Ceylon Treasure
- Prima televisiva: 14 gennaio 1952
- Diretto da: Buzz Kulik
- Soggetto di: David Goodis

### Trama
- Guest star: Edmond O'Brien (Rorsford), Maria Riva (Alma), Stefan Schnabel (Kroner), Alexander Scourby (Hagen), Ronald Long (Dodsley), Al Thaler (Wilson), Audrey Meadows (Singer)

## The Sound of Waves Breaking
- Prima televisiva: 21 gennaio 1952
- Diretto da: Richard Cooke
- Scritto da: Meade Roberts, Ann Loring

### Trama
- Guest star: Teresa Wright (Emily Lawrence), Kent Smith (David Barlow), Natalie Schafer (Blanche), John Mylong (Brack), Hugh Griffith (Man with Cello), Patrick O'Neal (marinaio)

## For Goodness Sake
- Prima televisiva: 28 gennaio 1952
- Diretto da: Fielder Cook
- Scritto da: Elinor Lenz

### Trama
- Guest star: Jack Carson (John Mulligan), June Lockhart (Carrie Williams), Edgar Stehli (Pa Williams), Fredd Wayne (Bert Oliver), Victor Thorley (barista)

## Kelly
- Prima televisiva: 4 febbraio 1952
- Diretto da: Richard Goode
- Scritto da: Eric Hatch

### Trama
- Guest star: Robert Preston (Kelly), Geraldine Brooks (Odette), Horace McMahon (capitano Hodges), Marcel Hillaire (Frenchman), Jack Warden (sergente Stivers)

## The Game of Chess
- Prima televisiva: 11 febbraio 1952
- Diretto da: Fielder Cook
- Scritto da: Kenneth Sawyer Goodman

### Trama
- Guest star: Vincent Price (Christoff), Will Kuluva (Joseph), Hugh Griffith (Constantine), Marden Bate (Footman)

## Life, Liberty and Orrin Dudley
- Prima televisiva: 18 febbraio 1952
- Diretto da: Richard Goode
- Scritto da: John Whedon

### Trama
- Guest star: Jackie Cooper (Orrin Dudley), Grace Kelly (Beth), Roy Fant (Pa), Edith Meiser (Ma), Maurice Manson (sindaco), Evelyn Wall (Mrs. Jeffers), Tom Glazer (chitarrista)

## The Bargain
- Prima televisiva: 25 febbraio 1952
- Diretto da: Fielder Cook
- Scritto da: James Truex

### Trama
- Guest star: Celeste Holm (Katherine Case), Robert Coote (Stephen), James Daly (Brigida), Diane de Brett (Felicia), John H. Moore (Borland)

## Night, Be Quiet
- Prima televisiva: 3 marzo 1952
- Diretto da: Richard Goode
- Scritto da: S. Lee Pogostin

### Trama
- Guest star: Sylvia Sidney (Joyce), Lloyd Gough (Ben), Alfred Neal (Neal)

## The Promotion
- Prima televisiva: 10 aprile 1952
- Diretto da: Fielder Cook
- Scritto da: Andrew Duggan

### Trama
- Guest star: Thomas Mitchell (Ralph Burgess), Anne Jackson (Sara), Richard Carlyle (Steve), Clifford Sales (Johnny)

## The Foggy, Foggy Dew
- Prima televisiva: 17 marzo 1952
- Diretto da: Richard Goode
- Scritto da: Albert Hirsch

### Trama
- Guest star: James Barton (Stranger), Muriel Kirkland (madre), Richard Bishop (padre), James Dean (Boy)

## Julie
- Prima televisiva: 24 marzo 1952
- Diretto da: Buzz Kulik
- Scritto da: William Kozlenko

### Trama
- Guest star: Miriam Hopkins (Julie Arden), Jerome Cowan (Rollo), Gene Blakely (Jack), Loretta Day (Dorothy)

## Taste
- Prima televisiva: 31 marzo 1952
- Diretto da: Richard Goode
- Scritto da: Elinor Lenz

### Trama
- Guest star: Peter Lorre (Richard Pratt), Frederic Tozere (padre), Renee Gadd (madre), Peter Forster (Boy), Margaret Grindell (ragazza)

## Man at Bay
- Prima televisiva: 7 aprile 1952
- Diretto da: Fielder Cook
- Scritto da: Dewitt Copp

### Trama
- Guest star: Broderick Crawford (David), Anthony Ross (Pete), Carmen Mathews (Milly), George Roy Hill (Mark), Gloria McGehee (Sheila), Jack Weston (Bill), Leo Bayard (Harry)

## Decision
- Prima televisiva: 14 aprile 1952
- Diretto da: Richard Goode
- Scritto da: Robert Esson

### Trama
- Guest star: Burgess Meredith (David), Peggy Conklin (Mary), Addison Richards (Michaels), Constance Coleman (Secretary)

## Operation Weekend
- Prima televisiva: 21 aprile 1952
- Diretto da: Fielder Cook
- Scritto da: Mac Shoub

### Trama
- Guest star: Angela Lansbury (Lucy Landor), Richard Kiley (Dan), Marcel Hillaire (Pierre), Lloyd Knight (Jim), Ian Keith (Dr Landor)

## Salad Days
- Prima televisiva: 28 aprile 1952
- Diretto da: Richard Goode
- Scritto da: Henry Denker

### Trama
- Guest star: Peggy Ann Garner (Judy), Roddy McDowall (Bellamy Partridge), Enid Markey (madre), Parker Fennelly (giudice), Iggie Wolfington (Ward), Gage Clarke (Justice of the Peace), Leta Bonynge (cameriera)

## Masquerade
- Prima televisiva: 5 maggio 1952
- Diretto da: Fielder Cook
- Scritto da: Mac Shoub

### Trama
- Guest star: Basil Rathbone (Sir Paul Maxim), Margaret Phillips (Jeanne Allison), Robin Craven (generale Travers), George Roy Hill (George), Fred Warriner (Johnson)

## Marriage in the Beginning
- Prima televisiva: 12 maggio 1952
- Diretto da: Richard Goode
- Scritto da: Jacqueline James

### Trama
- Guest star: Diana Lynn (Louise Franklin), Donald Curtis (Walter), Roger Price (Rex), Blanche Yurka (nuora), Rosamond Vance (Gossiping Woman)

## Ferry Crisis at Friday Point
- Prima televisiva: 19 maggio 1952
- Diretto da: Fielder Cook
- Scritto da: John Gay

### Trama
- Guest star: Fredric March (capitano Matt), Florence Eldridge (Emma), Henry Jones (Jim), Katharine Bard (Ellen), Roland Winters (Greenleaf), Robert F. Simon (Jeff), Dan Morgan (Clyde), G. Albert Smith (Blake)

## Pattern for Glory
- Prima televisiva: 26 maggio 1952
- Diretto da: Richard Goode
- Scritto da: Bernard Drew, Abby Mann

### Trama
- Guest star: Sylvia Sidney (Laura Barrie), Svea Grunfeld (Anne), Sanford Bickart (Producer), Robert Dale Martin (First Actor), Addison Powell (Second Actor)

## Garneau '83
- Prima televisiva: 2 giugno 1952
- Diretto da: Fielder Cook
- Scritto da: Bruce Jewell

### Trama
- Guest star: Janet Beecher (Kate Walburn), Reinhold Schünzel (Robert Owens), Lili Darvas (Marie), Geoffrey Lamb (Perry)

## The Lesson
- Prima televisiva: 9 giugno 1952
- Diretto da: Richard Goode
- Scritto da: George Kelly

### Trama
- Guest star: Gene Raymond (John Aldrid), Nancy Coleman (Mrs. Aldrid), Geraldine Page (Neighbor)

## Gilia
- Prima televisiva: 16 giugno 1952
- Diretto da: Fielder Cook
- Scritto da: Hamilton Benz

### Trama
- Guest star: Leueen MacGrath (Gillia), Ernest Graves (David), Edward Binns (Silas), Isobel Elsom (Watkins)

## Welcome Home, Lefty
- Prima televisiva: 23 giugno 1952
- Diretto da: Richard P. McDonagh
- Scritto da: Rod Serling

### Trama
- Guest star: Chester Morris (Lefty), Jan Sherwood (Helen), Richard McMurray (Barney), Don Murray (Jimmy), Robert F. Simon (Joey), Jack Diamond (barista)

## I Can't Remember
- Prima televisiva: 30 giugno 1952
- Diretto da: Richard Dinkas
- Scritto da: Marcus Ellis

### Trama
- Guest star: Robert Alda (Rusty Miller), Julia Meade (Esther), Steve Gethers (Suber), Ralph Dunn (Mitch), Thomas Walsh (Tolen), Pan Bourke (Mrs. Malone)

## The Lady from Washington
- Prima televisiva: 7 luglio 1952

### Trama
- Guest star: Constance Cummings

## Son Wanted
- Prima televisiva: 14 luglio 1952
- Diretto da: Richard Goode
- Scritto da: Elinor Lenz

### Trama
- Guest star: Aina Niemala (Garbo Jones), Joe Maross (Young Man), Jean Adair (Miss Lizzie), Helen Donaldson (infermiera), Jimmy Little (poliziotto)

## The Brigadier
- Prima televisiva: 21 luglio 1952
- Diretto da: Richard Goode
- Scritto da: Elizabeth Meehan

### Trama
- Guest star: Henry Hull (Brigadier General Elred), Skip Homeier (Spy), Philip Coolidge (tenente Col. Finley), Addison Richards (colonnello Bessette), Ralph Clanton (maggiore Morey), Jack Warden (capitano Giluley), Lauris Lambert (Miss Rainer), Martin Newman (Jackson)

## Two Pale Horsemen
- Prima televisiva: 28 luglio 1952
- Diretto da: Fielder Cook
- Scritto da: Carey Wilber

### Trama
- Guest star: Marian Winters (Jean Nelson), Anthony Ross (Rusty), Martin Newman (Johnny), Victor Thorley (Eppikuk), Ralph Allen (operatore radio), Matteo Vitucci (Witch Doctor)

## Two Make Four
- Prima televisiva: 4 agosto 1952
- Diretto da: Richard Dunlap
- Scritto da: Eleanor Tarshis

### Trama
- Guest star: Nana Bryant (Mrs. Carter), Lewis Scholle (Robbie), Johnny Coleman (Dickie), Curtis Cooksey (Wainwright)

## The Orchard
- Prima televisiva: 11 agosto 1952
- Diretto da: Fielder Cook
- Scritto da: Carey Wilber

### Trama
- Guest star: Geraldine Brooks (Doraleen Perkins), Skip Homeier (Les Prince), Anne Seymour (Hannah), John Shellie (Moses), Henry Jones (Dan), Peggy Ann Garner (ragazza)

## You Be the Bad Guy
- Prima televisiva: 18 agosto 1952
- Diretto da: Richard P. McDonagh
- Scritto da: Rod Serling

### Trama
- Guest star: Macdonald Carey (Dan Shelvin), Biff Elliot (Jamie), William Harrigan (capitano Vansky), Joe De Santis (Wylie), Joe Verdi (Abernathy), Rudy Bond (detective), Robert Dale Martin (poliziotto), Andrew Sibilia (poliziotto)

## The Magnolia Touch
- Prima televisiva: 25 agosto 1952
- Diretto da: Fielder Cook
- Scritto da: Jo Schilling

### Trama
- Guest star: Nina Foch (Terry), Donald Cook (Roger), June Dayton (Lucy Lee), Jamie E. Smith (Mark), Jack Weston (Elevator Man)